# Kira Jarmyš
Kira Aleksandrovna Jarmyš (in russo Кира Александровна Ярмыш?; Rostov sul Don, 11 ottobre 1989) è una scrittrice e attivista russa, conosciuta come portavoce e assistente del leader dell'opposizione russa Aleksej Naval'nyj e come autrice del romanzo autobiografico Neverojatnye proisšestvija v ženskoj kamere n. 3 (in russo Невероятные происшествия в женской камере № 3?) pubblicato nel 2020, tradotto in inglese come The Incredible Events in Women's Cell Number 3, che racconta la sua breve incarcerazione con cinque donne di diversa estrazione sociale..
Dal 2024 svolge l'attività di portavoce per la vedova di Naval'nyj Julija Naval'naja.

## Biografia
Kira Jarmyš è nata a Rostov sul Don nell'ottobre 1989. Nel 2007, è entrata nella Facoltà di Giornalismo Internazionale dell'Istituto Statale di Relazioni Internazionali di Mosca (MGIMO) senza esami, dopo aver vinto le Olimpiadi universitarie Umnicy i umniki. Dopo la laurea, ha lavorato nei servizi stampa del Museo Puškin di Mosca e della compagnia aerea UTair. Nel 2013, ha preso parte alla campagna elettorale di Aleksej Naval'nyj, che si è candidato a sindaco di Mosca. Nell'agosto 2014 è diventata portavoce di Naval'nyj e segretaria stampa della Fondazione Anticorruzione (FBK).
Nel 2017, Jarmyš è stata co-conduttrice di diverse edizioni del programma Naval'nyj 20:18 e ha rilasciato dichiarazioni anti-corruzione a suo nome. In particolare, ha pubblicato un video in cui ha detto che l'amico di Vladimir Putin, Jurij Koval'čuk, "possiede tutta la televisione"; in seguito Jarmyš ha riconosciuto errori fattuali nel video e lo ha cancellato.
Nel febbraio 2018, Jarmyš è stata arrestata per 5 giorni per un retweet che "formava un'opinione negativa di un altro candidato" alle elezioni presidenziali russe; nel maggio dello stesso anno, un tribunale di Mosca ordinò un arresto amministrativo di 25 giorni per i tweet fatti due giorni prima dell'insediamento di Vladimir Putin sull'azione "Non è il nostro zar".
Il 21 gennaio 2021, per aver convocato manifestazioni a sostegno di Aleksej Naval'nyj, è stata arrestata dalle autorità russe insieme ai suoi associati Ljubov' Sobol' e Georgij Alburov. È stata incarcerata per 9 giorni con l'accusa di aver organizzato eventi pubblici senza avvisare le autorità. Il 1º febbraio 2021, Kira è stata posta agli arresti domiciliari. L'organizzazione per i diritti umani Memorial l'ha riconosciuta come prigioniera politica. Dopo essere stata condannata il 16 agosto 2021 a un anno e mezzo di libertà limitata per incitamento a violare le regole sanitarie ed epidemiologiche durante una manifestazione non autorizzata, Jarmyš ha lasciato la Russia un paio di settimane più tardi. Ha dichiarato: "Non avevo altra scelta. Non potevo usare Internet, non potevo usare il telefono, non potevo mandare una mail. Non potevo neppure scendere in strada a gettare la spazzatura. [...] Ma tornerò. Come lo faranno i russi di questa nuova diaspora. Si fugge dalla Russia, non dalla Russia che hai in te".

## Vita privata
Jarmyš si è sposata nel 2015, ma ha poi divorziato. Successivamente ha frequentato Ruslan Šaveddinov, il responsabile di progetto di FBK.